# Steyr-Solothurn S1-100
Steyr-Solothurn S1-100 je samopal německé konstrukce vyráběný v letech mezi první a druhou světovou válkou v rakouském Steyru. Po obsazení Rakouska byl zaveden ve výzbroji německých ozbrojených sil jako MP 34 (ö) - Maschinenpistole 34 (Österreich).

## Historie

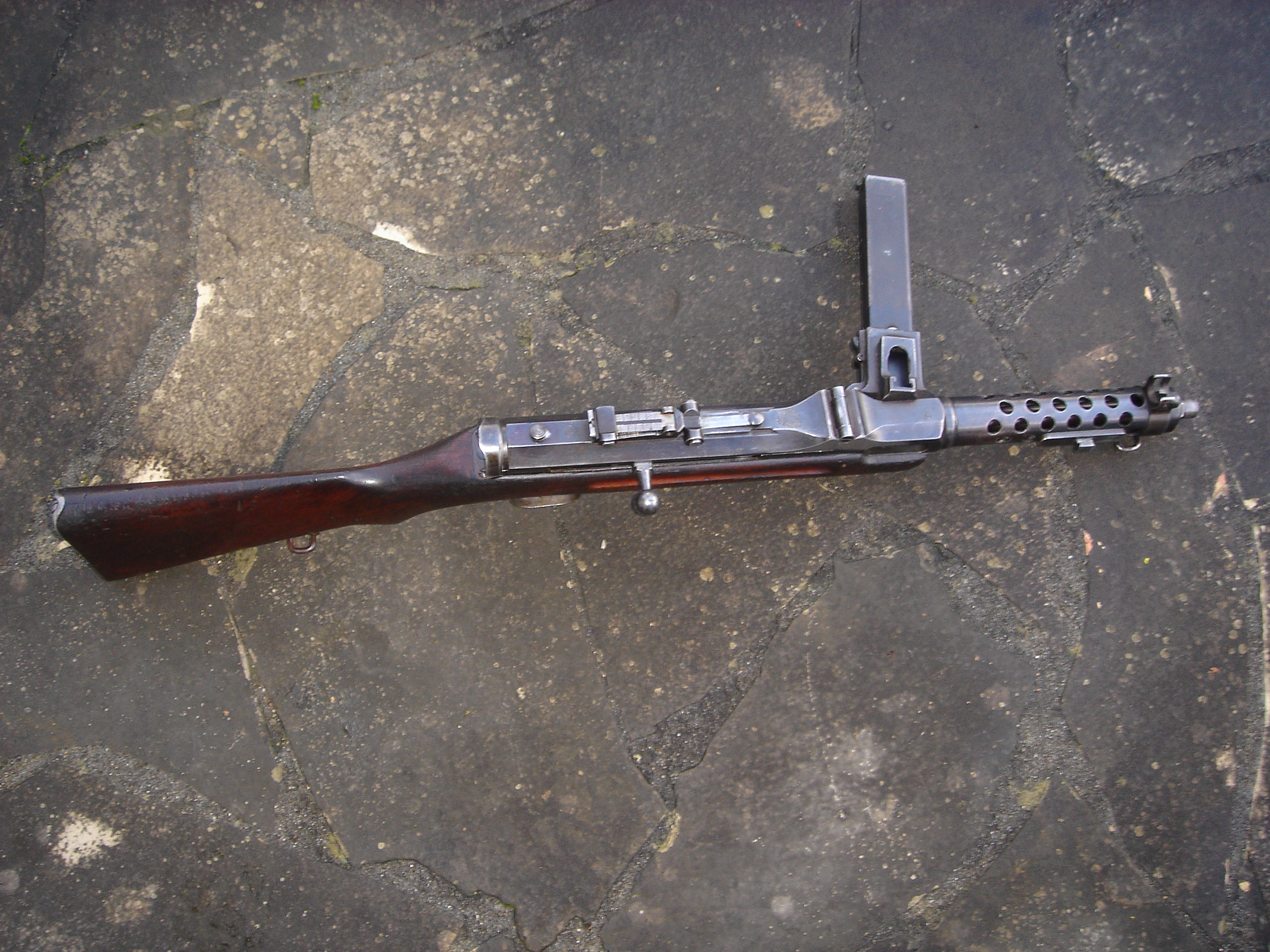
MP 34 (ö)

Německá zbrojovka Rheinmetall zakoupila po první světové válce malou továrnu ve švýcarském Solothurnu, kde vznikly první vzorové exempláře samopalu konstruktéra Louise Stangeho. Sériová výroba probíhala v rakouském Steyru a tento samopal byl pod označením S1-100 nabízen zákazníkům z řady zemí světa. V různých rážích a provedeních byl exportován do států Jižní Ameriky, Číny, Japonska a Portugalska.
Rakouská policie zakoupila tento samopal v roce 1930 a od roku 1934 byl vyráběn pro potřeby rakouské armády jako MP 34. Po obsazení Rakouska nacistickým Německem v březnu 1938 byly samopaly převzaty do výzbroje německých ozbrojených sil jako MP 34 (ö) a nadále vyráběny. Za druhé světové války Německo poskytlo určitý počet těchto zbraní svému spojenci, fašistickému Chorvatsku.

## Konstrukce
Samopal svým vnějším vzhledem značně připomíná typ Bergmann MP 18, ale jeho vnitřní mechanizmus je značně odlišný. Vyniká vysokou kvalitou zpracování, téměř všechny jeho kovové součástky jsou frézované nebo soustružené. Zvláštností je zařízení na objímce pro zásobník, sloužící k naplnění zásobníku náboji z pásku pro pistoli Steyr. K naplnění jednoho zásobníku jsou zapotřebí čtyři nábojové pásky po osmi nábojích. Zbraně mají možnost nasazení nožového bodáku na pravou část ústí hlavně. U rakouských samopalů byl použit zásobník pro bodák Mannlicher. Pojistka je zvláštní součástkou na krytu pouzdra závěru. Přepínač způsobu střelby je umístěn na levé straně pažby.
Samopal byl vyráběn pro několik druhů nábojů. Pro rakouskou policii to byl náboj 9 x 23 mm Steyr, další používané byly 7,65 mm Parabellum, 9 mm Luger nebo 7,63 mm Mauser.